# Gare de Drusenheim
Gare de Drusenheim vasútállomás Franciaországban, Drusenheim településen.

## Vasútvonalak
Az állomást az alábbi vasútvonalak érintik:
- Strasbourg-Lauterbourg-vasútvonal

## Kapcsolódó állomások
A vasútállomáshoz az alábbi állomások vannak a legközelebb:
- Gare de Sessenheim
- Gare de Herrlisheim